# Ende einer Dienstfahrt
Ende einer Dienstfahrt ist eine im Jahre 1966 veröffentlichte Erzählung von Heinrich Böll.

## Handlung
Johann und Georg Gruhl, Vater und Sohn, sind Möbeltischler. Johann Gruhl hat erhebliche Steuerschulden angehäuft; seine Situation verschlechtert sich, als sein Sohn zur Bundeswehr eingezogen wird. Am Ende seiner Dienstzeit erhält Georg Gruhl den Befehl, durch ziellose Fahrten mit einem DKW MUNGA Geländewagen den für die routinemäßige Inspektion erforderlichen Kilometerstand zu erzeugen, fährt aber stattdessen nach Hause. Gemeinsam präparieren Vater und Sohn Gruhl den Wagen und verbrennen ihn unter Absingen von Litaneien auf offener Straße. Die anfänglich als politisch motiviert eingestufte Straftat wird im Laufe der Verhandlung und nach dem Gutachten des Kunstprofessors Büren als eine Form der Anti-Kunst („Happening“) neu bewertet. Vom örtlichen Amtsgericht werden sie zu vollem Schadensersatz und wegen groben Unfugs zu sechs Wochen Haft daher milde verurteilt.

## Erzählerische Umsetzung
Böll schildert die einen Tag dauernde Verhandlung vor dem Amtsgericht. So werden durch die zahlreichen Zeugenaussagen das Leben und die Straftat der Gruhls differenziert dargestellt.

„Wie Böll die Gerichtsverhandlung einerseits zu einer Art von turbulentem rheinischen Familientreffen ausbaut, wie er ihr andererseits aber doch jenen Beisatz von Unheimlichkeit erhält, der ja auch die zur Beurteilung stehende Tat kennzeichnet, das ist erzählerische Regie großen Formats.“

Zu seinen Stilmitteln siehe auch den entsprechenden Abschnitt unter „Diglossien in Literatur und Film“.

## Erstausgabe
- Heinrich Böll: Ende einer Dienstfahrt. Erzählung. Kiepenheuer & Witsch, Köln, Berlin 1966, ISBN 978-3-462-03185-0. (26 Wochen lang in den Jahren 1966 und 1967 auf dem Platz 1 der Spiegel-Bestsellerliste)

## Verfilmung
1971 erschien der auf diesem Stoff beruhende Spielfilm gleichen Namens von Hans Dieter Schwarze.